# مدينة القرن
مدينة القرن (وتسمى أيضاً باب المتوسط) هو مشروع مدينة ضخم أطلق سنة 2007 في البحيرة الجنوبية بتونس العاصمة على مساحة 830 هكتاراً، وستنجزها مجموعة سماء دبي الإماراتية باستثمار قدره 25 مليار دولار على مراحل. ومن المنتظر أن تتسع هذه المدينة الجديدة لما بين 300 ألف و 500 ألف ساكن. وتحتوي على مارينا (ميناء سياحي وترفيهي) ومراكز أعمال وخدمات وترفيه ووحدات فندقية وأبراج سكنية من الأعلى في القارة الأفريقية.
تنادى الدولة التونسية المستثمر الإماراتي باحترام الالتزام بينهما ومواصلة اشغال تنمية المشروع والبناء والا فقد تلجأ الدولة إلى اكتشاف مسارات أخرى، بينما يربط المستثمر انطلاق المشروع بالاستقرار السياسي والاقتصادي ويؤكد في نفس الوقت على التزامه بالإنجاز.
وبينما لا تزال الحكومة التونسية وشركة سما دبي مختلفتان حول المشروع فحسب تبادل للمراسلات بين الحكومة وشركة سما دبي فإن الخلاف يتعلق ببدأ العمل في هذا المشروع حيث أن المستثمر الإماراتي يتذرع باضطراب الوضع في تونس وفي المنطقة (إشارة إلى ليبيا خاصة) لرفضه تحديد بداية الأشغال في المشروع. أما الحكومة التونسية فهي تسعى من جانبها لبدأ الأشغال سنة 2016.

## مواضيع ذات علاقة
- مشاريع كبرى في تونس

## وصلات خارجية
- «باب المتوسط» أكبر مشروع في تونس تنفذه «سما دبي»
- سماء دبي تكشف عن مشاريعها في تونس
- سماء دبي تستثمر في بحيرة تونس
- المشاريع الكبرى التي سترى النور في تونس نسخة محفوظة 10 فبراير 2009 على موقع واي باك مشين.
- المشاريع الكبرى التي سترى النور في تونس (2)[وصلة مكسورة]